# Situație de urgență
Situația de urgență este un eveniment  care, amenință viața sau sănătatea persoanelor, mediul înconjurător, valorile materiale sau culturale, iar pentru restabilirea stării de normalitate sunt necesare adoptarea de măsuri și acțiuni urgente, alocarea de resurse specializate și managementul unitar al forțelor și mijloacelor implicate.
În astfel de situații, este nevoie să se apeleze la serviciile de urgență, prin 112 pentru a cere ajutor după caz serviciilor de Ambulanță, Poliție, Pompieri, SMURD, Jandarmerie sau Salvamont..

## Tipuri de riscuri în România
În România, următoarele riscuri sunt considerate situații de urgență: 
- cazuri de forță majoră determinate de incendii, cutremure, inundații, accidente, explozii, avarii, alunecări sau prăbușiri de teren;
- îmbolnăviri în masă, prăbușiri ale unor construcții, instalații ori amenajări, eșuarea sau scufundarea unor nave, căderi de obiecte din atmosfera ori din Cosmos, tornade, avalanșe, eșecul serviciilor de utilități publice și alte calamitați naturale, sinistre grave, evenimente publice de amploare – determinate ori favorizate de factori de risc specifici[1];
- accidentele de aviație, metrou, feroviare, rutiere cu victime sau persoane blocate, montane, în peșteri, canioane, sau determinate de factori de mediu;
- accidente industriale, explozii, arsuri termice, electrice (inclusiv trăsnet), chimice, fenomene meteo periculoase;
- prăbușiri de utilaje, construcții, arbori;
- agresiuni animale cu victime, pericol de agresiune de către animale, insecte, mușcături;
- persoane inconștiente, persoane conștiente căzute în locuri publice, intoxicații, probleme respiratorii severe, hemoragie gravă, febră, leșin.[2]

## Mod de funcționare număr de apel de urgență
Anunțarea unei situații de urgență se face prin Sistemul Național Unic pentru Apeluri de Urgență (SNUAU), la numărul de telefon 112..
Prin apelul telefonic, la 112, se asigură cooperarea între agențiile specializate de intervenție (structurile autorităților administrației publice care au rolul de intervenție imediată pentru soluționarea urgențelor în domeniile Ambulanță, Serviciile mobile de urgență, reanimare și descarcerare (SMURD), Poliție, Pompierii (Serviciilor publice profesioniste și voluntare pentru situații de urgență), Jandarmerie sau Salvamont, contra terorismului, precum și alte structuri stabilite prin hotărâre a Guvernului.
Pregătirea
- formal – se realizează în cadru instituționalizat;
- neformal – se derulează prin intermediul unor activități realizate de specialiști;
- informativ – prin mass-media.

## Management situațiilor de urgență
Managementul gestionării situațiilor de urgență în România este realizat pe plan național de factorii de decizie din Inspectoratul General pentru Situații de Urgență (IGSU) și instituțiile și serviciile publice centrale iar pe plan local județean de către Inspectoratele județene pentru Situații de Urgență (ISU) și alte insituții abilitate din teritoriu.
Sistemul Național de Management al Situațiilor de Urgență, denumit în continuare Sistem Național, funcționează pentru prevenirea și gestionarea situațiilor de urgență, asigurarea și coordonarea resurselor umane, materiale, financiare și de alta natură necesare restabilirii stării de normalitate.
Sistemul Național este organizat de autoritățile administrației publice și se compune dintr-o rețea de organisme, organe și structuri abilitate în managementul situațiilor de urgență, constituite pe niveluri sau domenii de competenta, care rețea, dispune de infrastructura și de resursele necesare pentru îndeplinirea atribuțiilor prevăzute în legislație.